# Sitosterolemia
La sitosterolemia, o fitosterolemia, è una rara patologia a carattere autosomico recessivo caratterizzata da un aumento dei valori ematici e tissutali di fitosteroli. È caratterizzato da iperassorbimento e riduzione dell'escrezione biliare di steroli alimentari (incluso il fitosterolo beta-sitosterolo). Le persone sane assorbono solo circa il 5% degli steroli vegetali dietetici, ma i pazienti con sitosterolemia assorbono dal 15 al 60% del sitosterolo ingerito senza espellere molto nella bile. Il campesterolo è un fitosterolo che viene assorbito più facilmente del sitosterolo.
I pazienti con sitosterolemia sviluppano ipercolesterolemia, tendine e xantomi tuberosi, sviluppo prematuro di aterosclerosi e risultati anomali dei test di funzionalità ematologica e epatica
Nei soggetti affetti da questa malattia, i fitosteroli si comportano come il colesterolo, ed elevate concentrazioni di fitosteroli possono indurre la formazione di placche aterormatose ed indurre, precocemente, all'instaurarsi di una patologia cardiovascolare. La malattia può essere presente sia in omozigosi che in eterozigosi.